# Кузьминський Георгій Георгійович
Гео́ргій Гео́ргійович Кузьми́нський. Народився 6 січня 1939 року в місті Севастополь. Український архітектор, 1963 — член Спілки архітекторів СРСР, 1993 — Національної спілки архітекторів України.

## Біографія
Його батьки працювали шкільними вчителями. Закінчив 1962 року Ленінградський інженерно-будівельний інститут. Як молодий спеціаліст працював в Ашхабаді.
1967 року з родиною повертається до Севастополя, працював в Кримському НДІ «Проект».
З 1979 року працював в майстерні архітектора Фіалка Ізраїля Юхимовича.
За час роботи створив більше 100 архітектурних проектів, реалізовано понад 20 забудов.
Автор споруд:
- ресторан «Хвиля», готель «Турист» (1972),
- Будинок міжміської телефонної станції, лабораторний корпус  Інституту біології південних морів (обидві 1974) — у Севастополі;
- кафе-їдальня в Балаклаві (1975),
- пансіонати в Євпаторії (1981), в с. Піщаному,
- гуртожиток на проспекті Жовтневої революції в Севастополі (1994).